# 온요양원
온요양원은 대한민국 경기도 남양주시에 위치한 노인 요양 시설이다. 윤석열 전대통령의 배우자인 김건희 여사 일가가 운영하는 것으로 알려져 있으며, 운영 과정에서 노인 학대, 부실 운영, 건강보험 급여 부정 수령 등 다양한 논란이 제기되었다.

## 배경
온요양원은 경기도 남양주시 화도읍 북한강로 1397-6에 위치하고 있으며, 2017년 9월 4일에 설립되었다. 일부 홍보 자료에서는 '전원 속의 강남'이라고 칭하며 수도권 접근성을 강조하기도 한다. 공식적인 운영 주체는 김건희 여사의 친오빠인 김진우 씨로 알려져 있다. 그러나 서울의소리 등의 보도에 따르면, 요양보호사들은 김건희 여사의 어머니인 최은순 씨가 식자재 공급부터 음식 조리까지 실질적으로 지시했다고 증언했다. 더불어민주당 전진숙 의원은 최은순 씨가 요양원을 사실상 운영하며 부실한 급식, 비위생적인 환경 관리, 노인 학대 정황까지 있었다고 주장하며 수사를 촉구했다.

## 논란 및 의혹
온요양원을 둘러싸고 다음과 같은 주요 논란 및 의혹이 제기되었다.
- 노인 학대 및 방임 의혹: 서울의소리 보도에 따르면, 16명의 어르신에게 바나나 6~7개로 만든 주스를 제공하는 등 부실한 식단이 제공되었고[1][2][6][7][15], 기저귀를 찬 채로 장시간 방치하거나 기저귀 재활용 지시가 있었다는 폭로도 있었다.[1] 또한, 배변 이상 증세를 보이는 어르신을 20일이 지나서야 병원에 데려가 사망에 이르게 한 사례[1][2]와 함께 결박 및 정서적 학대 의혹도 제기되었다.[1][9]
- 건강보험 급여 부정 수령 의혹: 전진숙 의원은 온요양원에 2017년부터 2025년 2월까지 약 97억 원의 건강보험료가 지급되었다고 밝히며, 부실 운영을 통해 보험료를 부당하게 수령했을 가능성을 제기했다.[5][6][7][8][16] 과거 강득구 의원은 최은순 씨가 온요양원에서 3년간 42억 원이 넘는 요양급여를 불법적으로 편취했다는 의혹을 제기하기도 했다.[3]
- 불법 의료 행위 의혹: 전진숙 의원은 자격이 없는 사람이 온요양원에서 의료 행위를 했다는 의혹을 제기하며 수사를 촉구했다.[4]
- 위장 도급 및 불법 파견 의혹: 강득구 의원은 온요양원의 급식 및 식자재 공급을 담당하는 ESI&D와의 관계를 통해 요양급여를 편취하거나 불법 파견을 했을 가능성을 제기했다.[3] ESI&D의 주사무소 소재지가 온요양원 건물이라는 점도 의혹을 증폭시키고 있다.[3]

## 반응 및 조사 촉구
더불어민주당 전진숙 의원은 보건복지부와 국민건강보험공단에 온요양원에 대한 현지조사와 수사를 촉구했다. 전 의원은 과거에도 온요양원에 노인 학대 의심 사례가 2건 접수되었으나 제대로 처리되지 않았다고 지적하며 철저한 조사를 요구했다. 강득구 의원 역시 온요양원에 대한 압수수색 등 강제 수사를 촉구한 바 있다.
| 조사/수사 주체   | 내용                                                   | 진행 상황        | 주요 출처 |
| 보건복지부       | 현지조사 촉구                                          | 진행 여부 불확실 | ,         |
| 국민건강보험공단 | 현지조사 촉구                                          | 진행 여부 불확실 | ,         |
| 남양주시         | 노인 학대 의심 사례 접수 (2건)                         | 조사 결과 불확실 | ,         |
| 검찰/경찰        | 불법 의료 행위, 부당 급여 수령, 탈세 의혹 등 수사 촉구 | 진행 여부 불확실 | ,         |
| ---------------- | ------------------------------------------------------ | ---------------- | --------- |

## 언론 보도
온요양원 논란은 서울의소리,,,, 조세일보, 전진숙 의원 기자회견 관련 보도, 유튜브,,,,,,,,,, 등 다양한 매체를 통해 보도되었다. 서울의소리는 특별 방송을 통해 노인 학대 실상을 심층적으로 보도하며 비판적인 입장을 취했다. 반면, 대통령실 관련 뉴스에서는 온요양원 논란에 대한 언급을 찾아볼 수 없다.
| 논란 내용                    | 주요 내용                                                | 주요 출처 |
| 부실한 식단 제공             | 16명 기준 바나나 4-7개로 주스 제공 등                    | ,         |
| 비위생적인 환경 및 관리      | 기저귀 장시간 미교체, 기저귀 재활용 의혹                 | [ 1 ]     |
| 환자 방치 및 부적절한 간호   | 배변 이상 증세 방치 후 사망 사례                         | ,         |
| 정서적 학대 및 결박 의혹     | 전·현직 요양보호사들의 제보, CCTV 감시 하 결박 증언      | ,         |
| 건강보험 급여 부정 수령 의혹 | 2017년 이후 약 97억 원 수령, 부당 청구 및 위장 도급 의혹 | ,         |
| 불법 의료 행위 의혹          | 무자격자의 불법 의료 행위 의혹                           | [ 4 ]     |
| 위장 도급 및 불법 파견 의혹  | ESI&D와의 관계를 통한 급여 편취 및 불법 파견 의혹        | [ 3 ]     |
| ---------------------------- | -------------------------------------------------------- | --------- |

## 온요양원 측 입장
현재까지 공개된 자료에서 온요양원 측이나 김건희 여사 측의 공식적인 입장 표명은 확인되지 않고 있다. 온요양원 홈페이지에는 기본적인 정보만 게시되어 있다.

## 참고 자료
1. 1 2 3 4 5 6 7 8 9 10 11 12 13 14 15 16 17 18 19 20  “김건희 일가 운영, 남양주 '온 요양원' 노인학대 실상 폭로”. 조세일보. 2025년 4월 24일.
2. 1 2 3 4 5 6 7 8 9 10 11 12 13  “김건희 패밀리와 요양원-돈이 최고야”.
3. 1 2 3 4 5 6 7 8  “윤 후보 처가 가족회사, 온요양원 압수수색 등 강제수사 촉구”. 메디칼타임즈. 2021년 12월 29일.
4. 1 2 3 4 5 6 7 8  “전진숙 "김건희 일가 운영 요양원 철저한 수사해야"”. 전남매일. 2025년 4월 24일.
5. 1 2 3 4 5  “[🔴LIVE 기자회견] 김건희 일가 운영 노인요양원 충격 폭로...민주당 전진숙 의원”.
6. 1 2 3 4 5 6 7 8 9  “전진숙 "김건희 일가 운영 요양원 철저한 수사해야"”.
7. 1 2 3 4 5 6 7 8  “[충격] "16명에 바나나 1개" 김건희 가족 운영 요양원 실태”.
8. 1 2 3 4 5 6 7  “전진숙, 김건희 가족 운영 요양원 학대 정황 폭로..수사기관 철저히 수사해야”.
9. 1 2 3 4  “최은순 #요양원 #김건희오빠 #김진우 #온요양원 #노인학대방치 #요양보호사”.
10. 1 2  “김건희 일가 요양원”.
11. 1 2  “김건희 일가 운영 노인요양원 충격 폭로..."16명에게 바나나 1개..."”.
12. 1 2  “최은순 씨가 운영하는 '온 요양원'의 실체?.. 충격적인 '내부 폭로' 들어보니...”.
13. 1 2  “추적60분 - 누가 요양원을 털었나? 약물 과다 투여와 사망의혹 (2024.04.05)”.
14. 1 2  “뉴스 앞차기 ep.84 - '대선 출마'에 분명한 입장 없는 한덕수 - 거의없다&오창석, [권순표의 뉴스하이킥], MBC 250424 방송”.
15. 1 2 3  “김건희가 키우는 반려견만도 못한 16명 어르신들의 식사! 건진은 도대체 누구 편입니까?”.
16. 1 2 3 4 5 6 7 8 9 10 11  “전진숙 "김건희 일가 운영 요양원 철저한 수사해야"”.
17. 1 2 3 4 5 6  “전진숙 "김건희 일가 '온요양원', 불법 의료행위·부당 급여 수령 의혹 수사해야"”. 다음뉴스. 2025년 4월 24일.
18. 1 2 3 4  “전진숙 의원 "김건희 여사 모친 운영 '온요양원' 수사 촉구"”. 아시아경제. 2025년 4월 24일.
19. 1 2 3 4  “전진숙 "김건희 일가 '온요양원' 수사해야"”. 다음뉴스. 2025년 4월 24일.
20. ↑  “김건희 일가 운영 노인요양원 충격 폭로..."16명에게 바나나 1개..." - YouTube”.
21. 1 2  “온요양원 - 페오나니”.
22. ↑  “온요양원”. 실버케어코리아.
23. 1 2  “온요양원”.
24. ↑  “온요양원”.
25. 1 2  “경기도요양원 남양주 온요양원 어르신들의 행복한 Gold 라이프!”. 네이버 블로그. 2023년 5월 15일.
26. ↑  “온요양원”. 또하나의가족.
27. ↑  “온요양원”. 시니어톡톡.
28. 1 2  “온요양원”. 시니어톡톡.
29. ↑  “김건희 여사, 美 보훈요양원 방문”. 대통령실.
30. ↑  “대한민국 정책브리핑”.
31. ↑  “정책뉴스”. 다음 글자 무시됨: ‘ 뉴스 ’ (도움말); 다음 글자 무시됨: ‘ 정책브리핑’ (도움말)